# Aplidium spitzbergense
Aplidium spitzbergense är en sjöpungsart som beskrevs av Hartmeyer 1903. Aplidium spitzbergense ingår i släktet Aplidium och familjen klumpsjöpungar. Inga underarter finns listade i Catalogue of Life.